# Copa Constitució 2008
La Copa Constitució 2008 és la 16a edició de la Copa d'Andorra de futbol. Va començar el 17 de gener amb el partit de classificació entre l'Inter Club d'Escaldes B i el Sporting Club d'Escaldes.

## Equips participants
A aquesta edició hi participaren els vuit equips de Primera divisió d'Andorra i els nou de Segona Divisió. Estan ordenats cronològicament per ordre de participació.
| Primera Divisió           | Segona Divisió           |
| ------------------------- | ------------------------ |
| CE Principat A            | Inter d'Escaldes B       |
| Casa Estrella del Benfica | Sporting Club d'Escaldes |
| Inter d'Escaldes A        | FC Encamp                |
| UE Engordany              | UE Santa Coloma          |
| FC Santa Coloma           | FC Lusitanos B           |
| FC Rànger's A             | UE Extremenya            |
| UE Sant Julià             | Atlètic Club d'Escaldes  |
| FC Lusitanos A            | CE Principat B           |
|                           | FC Ranger's B            |

## Partit de classificació
Jugat el 17 de gener del 2008.
- Inter Club d'Escaldes B 2-3 Sporting Club d'Escaldes

## Primera eliminatòria
Jugat el 19 de gener del 2008:
- FC Encamp - UE Santa Coloma

Jugats el 20 de gener del 2008:
- FC Lusitanos B - UE Extremenya
- Atlètic Club d'Escaldes - CE Principat B

Jugat el 21 de gener del 2008:
- FC Rànger's B - Sporting Club d'Escaldes

## Segona eliminatòria
S'incorporen els quatre darrers equips de Primera Divisió com a visitants.
| FC Rànger's B | 1-5 | CE Principat A |
| ------------- | --- | -------------- |
|               |     |                |

 Estadi Comunal
(Andorra la Vella)        
| UE Extremenya | 7-1 | Casa Estrella del Benfica |
| ------------- | --- | ------------------------- |
|               |     |                           |

 Camp d'Esports d'Aixovall
(Sant Julià de Lòria)        
| Atlètic Club d'Escaldes | 0-3 | Inter Club d'Escaldes |
| ----------------------- | --- | --------------------- |
|                         |     |                       |

 Camp d'Esports d'Aixovall
(Sant Julià de Lòria)        
| UE Santa Coloma | 1-2 | UE Engordany |
| --------------- | --- | ------------ |
|                 |     |              |

 Camp d'Esports d'Aixovall
(Sant Julià de Lòria)        

## Tercera eliminatòria[1]
A aquesta eliminatòria s'incorporen els quatre primers classificats de Primera Divisió com a visitants.
| CE Principat | 1-2 | FC Santa Coloma |
| ------------ | --- | --------------- |
|              |     |                 |

 Estadi Comunal
(Andorra la Vella)        
| Inter Club d'Escaldes | 1-2 | FC Rànger's A |
| --------------------- | --- | ------------- |
|                       |     |               |

 Estadi Comunal
(Andorra la Vella)        
| UE Extremenya | 0-6 | UE Sant Julià                      |
| ------------- | --- | ---------------------------------- |
|               |     | Lucho Fabrizio (3) Pérez Alejandro |

 Camp d'Esports d'Aixovall
(Sant Julià de Lòria)        
| UE Engordany | 0-1 | FC Lusitanos |
| ------------ | --- | ------------ |
|              |     | Luanda 81'   |

 Camp d'Esports d'Aixovall
(Sant Julià de Lòria)        

## Semifinals[3][4]

### Primera semifinal
| UE Sant Julià | 6-1 | FC Rànger's |
| ------------- | --- | ----------- |
|               |     |             |

 Camp d'Esports d'Aixovall
(Sant Julià de Lòria)        

### Segona semifinal
| FC Lusitanos | 1-1            | FC Santa Coloma |
| ------------ | -------------- | --------------- |
|              | 4-3 als penals |                 |

 Camp d'Esports d'Aixovall
(Sant Julià de Lòria)        

## Final
| UE Sant Julià | 6-1 | FC Lusitanos |
| ------------- | --- | ------------ |
|               |     |              |

 Camp d'Esports d'Aixovall
(Sant Julià de Lòria)        
| Guanyador de la Copa Constitució 2008 |
| ------------------------------------- |
| UE Sant Julià                         |